# Liste der Baudenkmäler in Mertingen
Auf dieser Seite sind die Baudenkmäler in der schwäbischen Gemeinde Mertingen zusammengestellt. Diese Tabelle ist eine Teilliste der Liste der Baudenkmäler in Bayern. Grundlage ist die Bayerische Denkmalliste, die auf Basis des Bayerischen Denkmalschutzgesetzes vom 1. Oktober 1973 erstmals erstellt wurde und seither durch das Bayerische Landesamt für Denkmalpflege geführt wird. Die folgenden Angaben ersetzen nicht die rechtsverbindliche Auskunft der Denkmalschutzbehörde.

## Baudenkmäler nach Ortsteilen

### Mertingen
| Lage                                 | Objekt                                               | Beschreibung | Akten-Nr.     | Bild                                                 |
| ------------------------------------ | ---------------------------------------------------- | --- | ------------- | ---------------------------------------------------- |
| Fuggerstraße 3 (Standort)            | Ehemals Schule, dann Gefängnis, seit 1994 Dorfmuseum | eingeschossiger Satteldachbau mit Wirtschaftsteil und Dachreiter, 1857 | D-7-79-181-15 | Ehemals Schule, dann Gefängnis, seit 1994 Dorfmuseum |
| Fuggerstraße 7 (Standort)            | Wohnhaus                                             | zweigeschossiger Satteldachbau mit Fachwerkgiebel nach Osten, im Kern 1. Hälfte 18. Jahrhundert, modern überformt und rückseitig erweitert | D-7-79-181-2  | Wohnhaus                                             |
| Hilaria-Lechner-Straße (Standort)    | Wegkapelle                                           | rechteckiges Gehäuse mit eingezogenem Giebel, 3. Viertel 19. Jahrhundert; mit Ausstattung | D-7-79-181-6  | Wegkapelle                                           |
| Hilaria-Lechner-Straße 1 (Standort)  | Katholische Pfarrkirche St. Martin                   | spätbarocker Saalbau mit eingezogenem, halbrund geschlossenem Chor, einander gegenüberliegenden Vorzeichen im Norden und Süden, Turm und Sakristeianbau im Südosten, profiliertem Traufgesims und reich gegliedertem Turm mit Felderung und Bogenfriesen im Unterbau sowie mit verkröpften Pilastern, Gesimsen und Dreiecksgiebeln am Oktogon, Turmunterbau romanisch, Aufbau des Oktogons und der Zwiebelhaube wohl durch Valerian Brenner, 1680, Neubau von Chor und Schiff durch Joseph Meitinger, 1726, Sakristeianbau modern, frühes 20. Jahrhundert; mit Ausstattung | D-7-79-181-1  | Katholische Pfarrkirche St. Martin                   |
| Hilaria-Lechner-Straße 8 (Standort)  | Ehemals Gasthaus, jetzt Pfarrheim                    | zweigeschossiger Satteldachbau mit Giebelgesimsen, wohl 2. Viertel 18. Jahrhundert | D-7-79-181-3  | Ehemals Gasthaus, jetzt Pfarrheim                    |
| Hilaria-Lechner-Straße 12 (Standort) | Wohn- und Geschäftshaus                              | zweigeschossiger Satteldachbau mit Giebelgesimsen, im Kern 1. Hälfte 18. Jahrhundert, im 20. Jahrhundert erweitert | D-7-79-181-4  | Wohn- und Geschäftshaus                              |
| Mardostraße 10 (Standort)            | Ehemals Einfirsthof, seit 1987 Dorfmuseum            | eingeschossiger Satteldachbau mit Wohnteil, Stall und Scheune sowie angebauter Holzlege, 1883 auf den Grundmauern eines abgebrannten Vorgängerbaus errichtet; mit Ausstattung | D-7-79-181-14 | Ehemals Einfirsthof, seit 1987 Dorfmuseum            |

### Druisheim
| Lage                              | Objekt                                             | Beschreibung | Akten-Nr.     | Bild                                               |
| --------------------------------- | -------------------------------------------------- | --- | ------------- | -------------------------------------------------- |
| Graf-Treuberg-Straße 6 (Standort) | Katholische Pfarrkirche St. Vitus                  | Langhaus mit risalitartig vorspringenden Längsseiten und gestaffeltem Ostteil, der aus dem längsrechteckigen, eingezogenen Chor mit seitlichen Sakristeianbauten, einem Figurengehäuse und einem Sakristeizugang sowie aus dem Turm im Chorabschluss besteht, unter den Dächern und am Turm teils zu Dreiecksgiebeln und Bögen geformte Profilgesimse, Turmbau 1714 nach Plänen von Christian Wiedemann, Neubau der Kirche durch Kaspar Radmiller, 1731/32; mit Ausstattung | D-7-79-181-7  | Katholische Pfarrkirche St. Vitus                  |
| Matthäus-Günther-Weg 9 (Standort) | Katholische Kapelle zur Schmerzhaften Muttergottes | Saalbau mit dreiseitigem Chorschluss, Profilgesims unter der Traufe und Dachreiter mit profilierten, teils gekurvten Profilgesimsen über dem Westgiebel, 1749; mit Ausstattung | D-7-79-181-8  | Katholische Kapelle zur Schmerzhaften Muttergottes |
| Trowinstraße (Standort)           | Wegkapelle                                         | rechteckiges Gehäuse mit Vorraum und Satteldach, um 1800; mit Ausstattung | D-7-79-181-12 | weitere Bilder                                     |
| Trowinstraße 34 (Standort)        | Kleinhaus                                          | erdgeschossiger Satteldachbau, unter der Verschalung wohl Giebelgesimse, 1. Hälfte 19. Jahrhundert, modern überformt | D-7-79-181-9  | Kleinhaus                                          |

### Heißesheim
| Lage                      | Objekt                                 | Beschreibung | Akten-Nr.              | Bild           |
| ------------------------- | -------------------------------------- | --- | ---------------------- | -------------- |
| Husingstraße 2 (Standort) | Katholische Filialkirche St. Margareta | Saalbau mit eingezogenem, dreiseitig geschlossenem Chor, Turm nördlich an Chor und Schiff, Sakristeianbau mit Ecklisenen gegenüber und Vorzeichen im Westen, Turmunterbau mit angesetzten Strebepfeilern gefeldert, am Oktogon Eckpilaster, Chor und Turmunterbau spätgotisch, 14./15. Jahrhundert, 1680 f. Neubau des Langhauses und der Sakristei, im frühen 18. Jahrhundert Turmoktogon, Schweifkuppel und Barockisierung des Inneren; mit Ausstattung | D-7-79-181-13 Wikidata | weitere Bilder |